# Blend (gebouw)
Blend is een wooncomplex aan de Haarlemmerweg in Amsterdam Oud-West.
Hier werd vanaf de jaren tien van de 21e eeuw begonnen met de herontwikkeling van een kantorenpark tot woonwijk. Op de smalle strook tussen de Haarlemmerweg en volkstuinen en het Westerpark werden vier woontorens neergezet. Er werd daarbij volop beton gerecycled, voor het eerste project De voortuinen werd zelfs het casco hergebruikt. Blend kwam direct ten westen van De voortuinen te staan op wat eerst een laagbouw van een bankgebouw was. Alles werd gesloopt, er kwam een diepe bouwput en vervolgens ging men aan de slag.
Het architectenbureau van dienst MVRDV, ook verantwoordelijk voor de plattegrond van de woonwijk, kwam met een woontoren. Architectuurcriticus Jaap Huisman omschreef het als een stapeling van in- en uitspringende kubussen. De kubussen van verschillend formaat zijn dan weer teruggetrokken (setback) en dan weer naar voren geschoven (uitkragingen). Het leverde een ensemble op met mogelijkheden tot terrassen, balkons en erkers op. Het gebouw heeft een licht (zandkleur) uiterlijk meegekregen, nog eens benadrukt door het donkere buurgebouw Pepper. Huisman was kritisch op deze nieuwe bebouwing; hij vond het “verkeerd complex op de verkeerde plek”. Blend en buurpanden overheersen in zijn ogen de bebouwing van de zuidelijk gelegen Gibraltarbuurt en ook het groen van de aansluitende volkstuincomplexen en het Westerpark kwam door de nieuwbouw minder tot zijn recht.
De bouw door J.P. van Eesteren liep van augustus 2020 tot in 2023, waarbij het hoogste punt in januari 2023 werd bereikt. Het werd een gebouw van dertien bouwlagen, waaronder nog twee verdiepingen aan parkeergarage

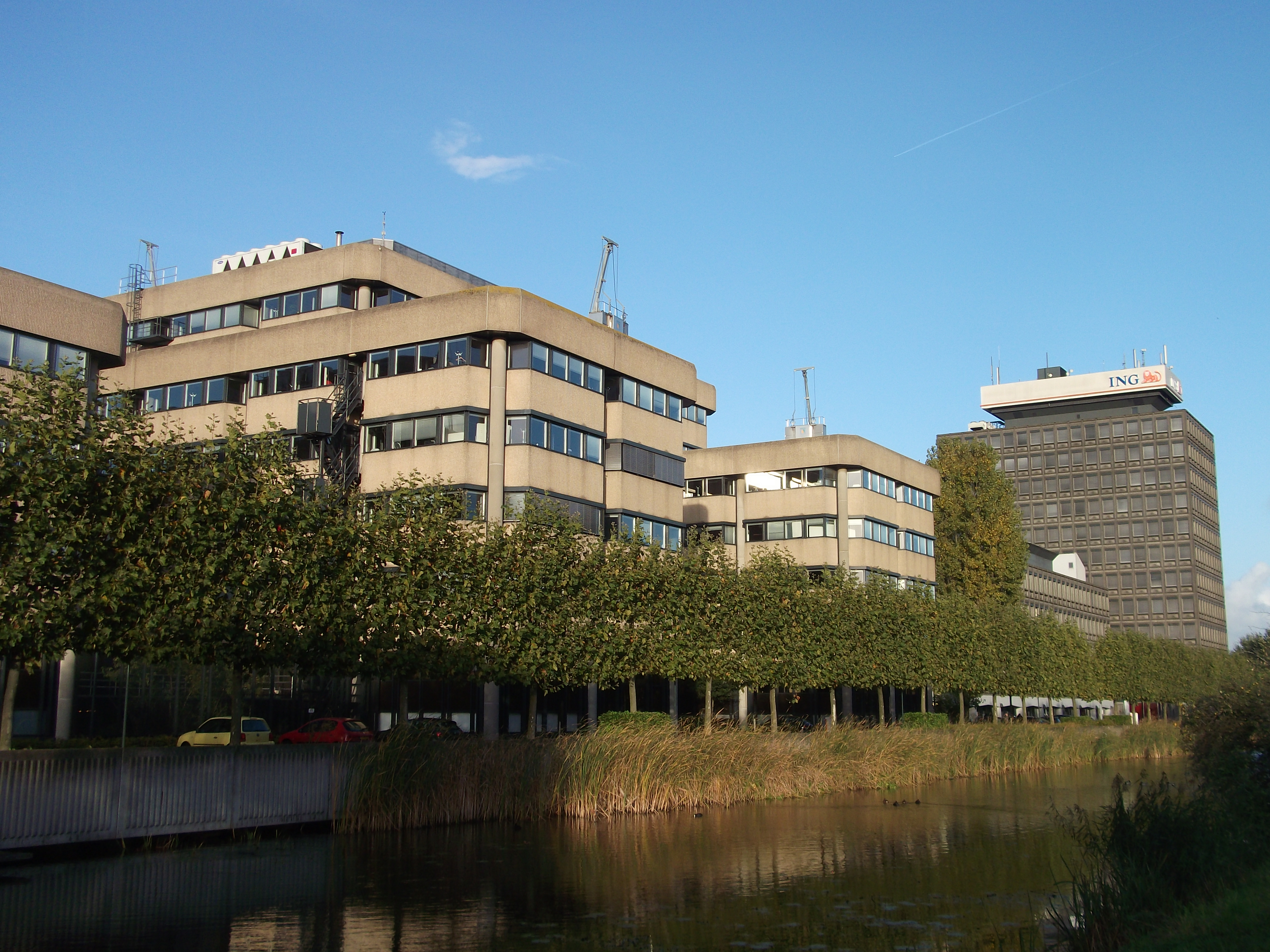
Donkere toren van RPS en ING in 2014